# Kalinin K-7
Kalinin K-7 (rusky Калинин К-7) byl prototyp sovětského obřího víceúčelového letounu navržený a postavený začátkem třicátých let 20. století. Do budoucna byly zvažovány tři varianty: těžký bombardér, dopravní letadlo a výsadkový letoun. Po třech měsících letových zkoušek ale došlo k nehodě, při níž byl první prototyp zcela zničen. V roce 1935, před dokončením dalších dvou strojů, byl program definitivně ukončen; konstrukce letounů se vydala jiným směrem.
Spolu s Tupolevem ANT-20 patří ke konstrukčním pokusům o vytvoření gigantického letounu v 30. letech v SSSR. Tradice stavby obřích letounů sahá až do roku 1913, kdy se Igor Sikorskij proslavil letounem Ilja Muromec.

## Historie

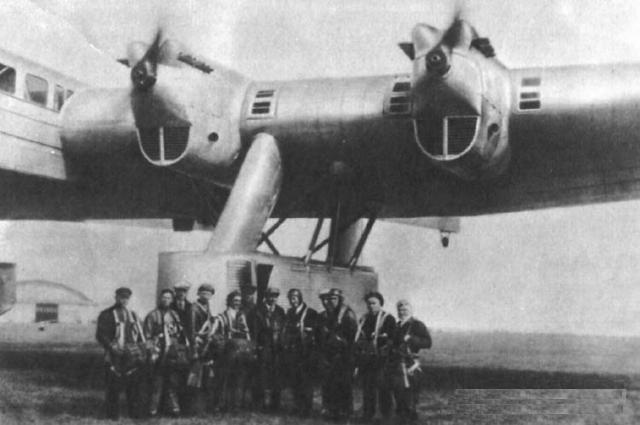
Posádka před letovou zkouškou

Práce na projektu byly zahájeny v projektové kanceláři K. A. Kalinina koncem 20. let. Konstrukční dokumentace byla dokončena v roce 1932. Pro montáž tak velkého stroje musela být postavena nová hala. Na dvoře Charkovského leteckého závodu nejprve vyrobili dřevěnou maketu centrální části v měřítku 1:1. Prototyp začali vyrábět v listopadu 1932 a v rekordním čase, za devět měsíců, byl dokončen. První testy ukázaly na nedostatečnou tuhost konstrukce, projevovaly se nežádoucí vibrace a letoun musel být vyztužen.
Po úpravách K-7 poprvé vzlétl v ranních hodinách 21. srpna 1933. Ovládání stroje bylo snadné, provedl nad Charkovem několik okruhů a přistál na továrním letišti. Zkušební lety pak pokračovaly další 3 měsíce. Poslední byl naplánován na 20. listopadu, a pak měl stroj přeletět do Moskvy. Kvůli chybě pozemních měřičů rychlosti však musel být let následujícího dne opakován. Stroj měl proletět 3× nad vyměřenou pozemní bází ve výšce 100 m při plné rychlosti. Při příletu k prvnímu měření však letoun nečekaně začal ztrácet výšku a po nárazu do země a následném odskoku tvrdě dopadl a začal hořet. Nehodu způsobilo rozkmitání ocasní části při plném výkonu motorů, s následným zlomením jednoho z ocasních nosníků. Stroj se pak stal neovladatelným. Ve své době byl tento druh mechanického kmitání (flutter) ještě velmi málo probádaný.
Následně dostal Kalinin za úkol vyrobit do roku 1935 další dva prototypy – vojenskou a civilní verzi. Tentokrát měla výroba proběhnout ve Voroněžském leteckém závodě. Tyto stroje však už nebyly dokončeny, další rozvoj sovětského letectví se vydal jiným směrem.

## Konstrukce

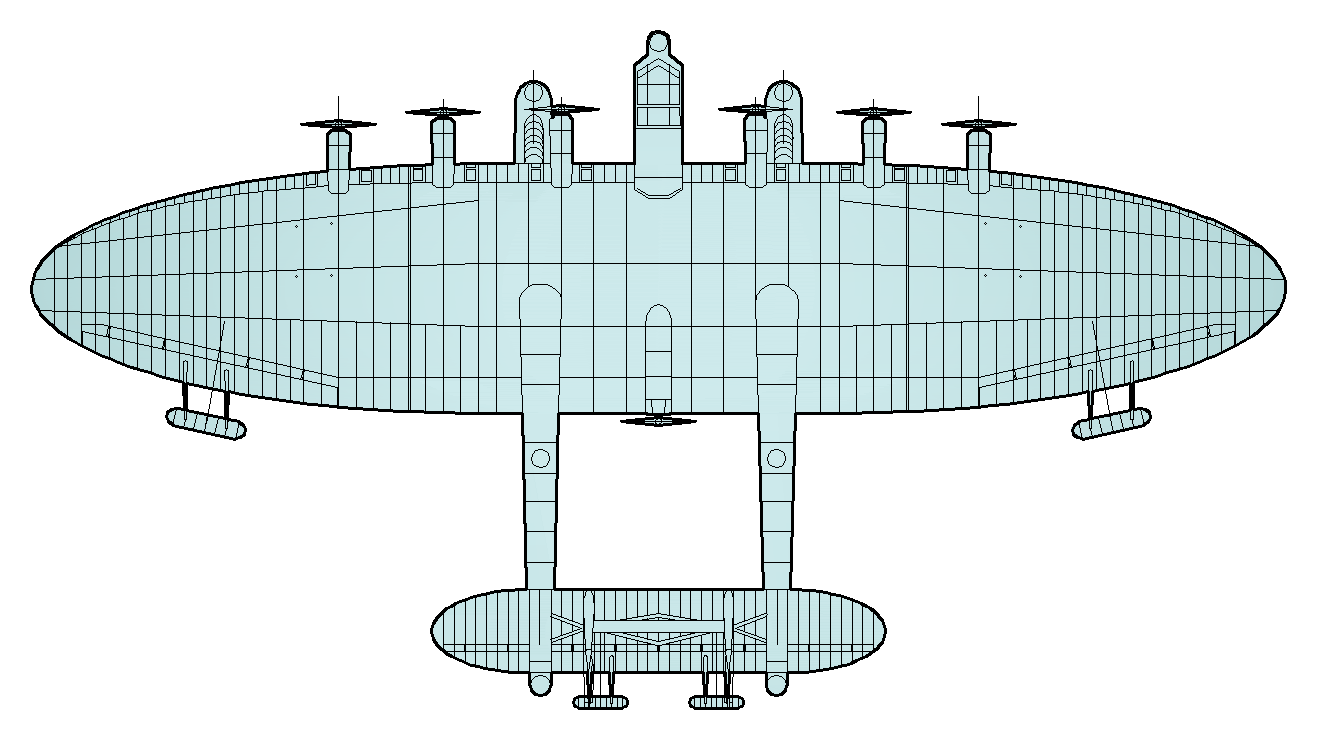
Kalinin K-7

Klíčovým prvkem letounu bylo rozměrné křídlo s rozpětím 53 m, ve kterém byla zaintegrována většina zařízení. Křídlo bylo eliptické, s tak vysokým profilem (více než 2 m), že uvnitř mohli pohodlně procházet lidé. Ve střední části, v centroplánu, byly umístěny prostory pro náklad a posádku. Z centroplánu vystupovala směrem dopředu kabina pro piloty, střelce, radistu, mechanika a navigátora. Centroplán měl potah z duralu, konce křídla, v nichž byly umístěny palivové nádrže, byly potaženy plátnem. Mechanizaci křídla tvořila křidélka s výraznými vyvažovacími ploškami pro snížení potřebné ovládací síly. Na náběžné hraně křídla byla uchycena šestice motorů a uprostřed, na odtokové hraně, ještě sedmý s tlačnou vrtulí. Nástup do letounu se uskutečňoval po krytém schodišti z jedné z rozměrných podvozkových gondol, v nichž bylo mj. i stanoviště střelců, přímo do vnitřního prostoru křídla.
Ocasní plochy byly s křídlem spojeny dvěma nosníky trojúhelníkového průřezu se stanovišti střelců. Zdvojené svislé ocasní plochy nebyly umístěny v ose nosníků, ale blíže středu, aby střelec na zadním stanovišti nebyl ohrožován pohybujícím se směrovým kormidlem. Obdélníková vodorovná ocasní plocha byla ukončena půleliptickými konci. Jak výškové, tak směrová kormidla byla opět pro usnadnění řízení doplněna vyvažovacími ploškami.
S ohledem na pevnost a co nejnižší hmotnost byla konstrukce svařena z chromem a molybdenem legovaných ocelových trubek. Byla to ve své době převratná novinka a v Sovětském svazu bylo třeba nejprve zvládnout technologii jejich výroby.

## Specifikace

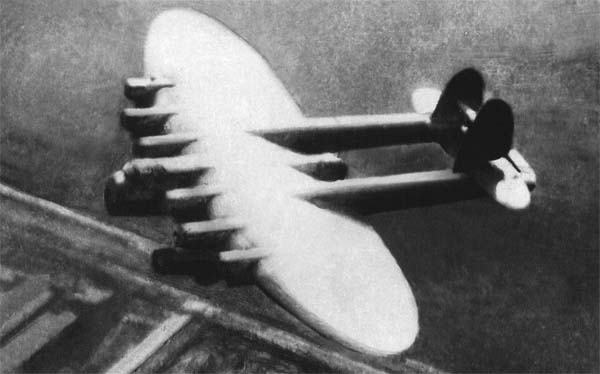
Prototyp K-7 za letu (chybná retuš SOP)

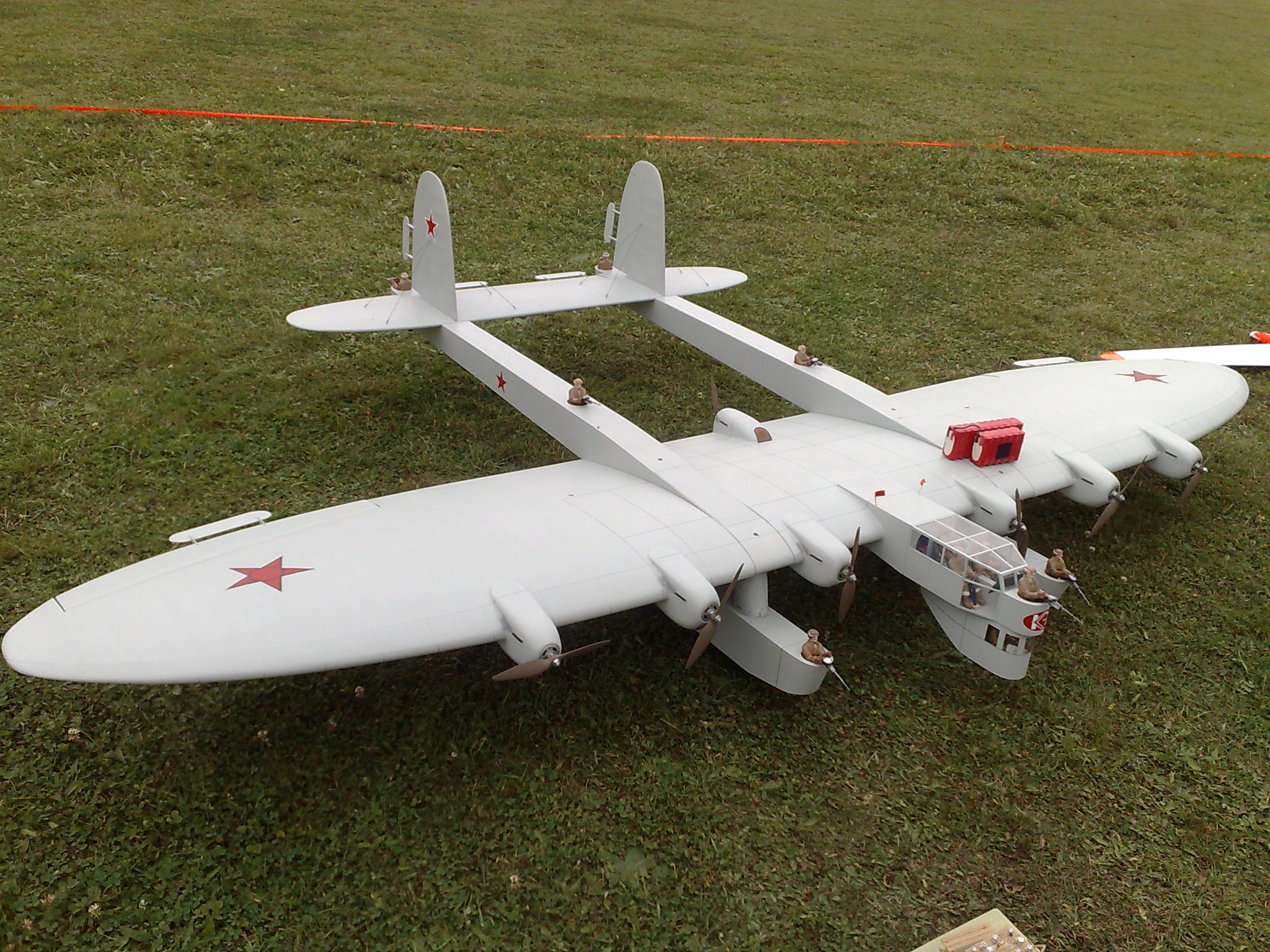
RC model K-7 (posunuté SOP)

### Technické údaje
- Posádka: 12 osob
- Rozpětí: 53 m
- Plocha křídla: 452 m²
- Délka: 28 m
- Prázdná hmotnost: 21 t
- Maximální vzletová hmotnost: 40 t
- Pohonná jednotka: 7 × dvanáctiválcový vidlicový motor Mikulin АМ-34 [pozn. 7]
- Výkon pohonné jednotky: 7× 750 k (7× 552 kW)

### Výkony (bombardér)
- Maximální rychlost: 234 km/h
- Dolet: 1 000 km, s podvěsnými nádržemi a 6 t bomb 2 400 km
- Dostup: 5 500 m

### Výzbroj (bombardér)
- 8 × kanon ráže 20 mm
- 8 × kulomet ráže 7,62 mm
- max. 16,6 t bomb